# 2018 في بلغاريا
فيما يلي قوائم الأحداث التي وقعت خلال عام 2018 في بلغاريا.

## رياضة
- 24 مايو – الدوري البلغاري الممتاز 2017-18 الفائز نادي لودوغورتس رازغراد.

## أفلام
من الأفلام التي صدرت هذه السنة في بلغاريا:
- 4 يناير – بلود لاين من إخراج Hèctor Hernández Vicens  [لغات أخرى]‏.

## وفيات

### فبراير
- 18 فبراير – بافيل بانوف (مواليد 1950) لاعب كرة قدم بلغاري.
- 18 فبراير – جورجي ماركوف (مواليد 1972) لاعب كرة قدم بلغاري.

### مارس
- 26 مارس – نيكولاي كوفمان (مواليد 1925) موسيقي بلغاري.

### يوليو
- 12 يوليو – ديميتار ماراشبيف (مواليد 1947) لاعب كرة قدم بلغاري.

### سبتمبر
- 26 سبتمبر – إيفان ديانوف (مواليد 1937) لاعب كرة قدم بلغاري.

### أكتوبر
- 6 أكتوبر – فيكتوريا مارينوفا (مواليد 1988) صحفية استقصائية بلغارية.
- 16 أكتوبر – ديميتار بتروف (مواليد 1924) مخرج أفلام بلغاري.